# Rosa Miguélez
Rosa María Miguélez Ramos (Ferrol, 27 de agosto de 1953) es una política socialista española, que ha sido alcaldesa, diputada en el Parlamento de Galicia y, por dos veces, diputada en el Parlamento Europeo.

## Biografía
Licenciada en Filología románica por la Universidad de Santiago de Compostela, miembro del Partido de los Socialistas de Galicia|Partido de los Socialistas de Galicia (PdSG -PSOE), ha sido miembro de la Comisión ejecutiva socialista gallega como Secretaria de participación ciudadana y movimientos sociales de 1988 a 1993. De 1983 a 1987 fue alcaldesa de Ares (provincia de La Coruña) y de 1987 a 1995 teniente de alcalde de la misma localidad. De 1987 a 1989 fue directora general de la Comisión Interdepartamental de la Mujer y jefa de gabinete del Consejero de Trabajo y Bienestar Social de la Junta de Galicia. Fue elegida diputada en las elecciones al Parlamento de Galicia de 1989, donde permaneció hasta 1993 y ocupó la vicepresidencia de la Comisión de sanidad de la cámara gallega. De 1994 a 1999 fue asesora técnica de la Delegación del Partido Socialista Obrero Español (PSOE) en el Parlamento Europeo, hasta que fue elegida diputada en las elecciones al Parlamento Europeo de 1999 y repitió escaño en 2004. De 1999 a 2009 fue vicepresidenta de la Comisión de Pesca y entre 2002 y 2003 vicepresidenta de la Comisión Temporal sobre el Refuerzo de la Seguridad Marítima de la cámara europea. Además, de 1999 a 2004, también fue vicepresidenta primera de la Comisión temporal MARE para la investigación de la catástrofe del hundimiento del Prestige. En 2009 fue nombrada presidenta de la empresa pública SAECA.